# عجيزي
عجيزي هو نوع من أنواع الزيتون السوري، تكون ثمرته عند النضج خضراء اللون متوسطة إلى كبيرة الحجم (لوزية الشكل) عريضة القاعدة مدببة الرأس.

## الاستفادة
الثمرة متوسطة إلى كبيرة الحجم تميل إلى الاستطالة تزن من 7-10جم، تستخدم الثمار للتخليل الأخضر فقط وتتحمل الحفظ لمدة كبيرة تنضج الثمار من أيلول إلى تشرين الأول.

## طالع أیضا
- زيتون
- جلط تدمري
- خضيري
- محزم أبو سطل
- مصعبي
- قيسي
- جلط
- دعيبلي
- صوراني
- مهاطي
- مصعبي